# Montecalvo (monte)
Montecalvo (también conocido como Muniketa) es un puerto de montaña (BI-3332) situado en Múgica (Vizcaya, País Vasco, España). Con 388 metros de altitud (278 de desnivel), se trata de una ascensión de 5,6 kilómetros y una pendiente media del 5%, con rampas de más del 10%.
El puerto se sube cada año en varias ocasiones durante la Klasika Primavera, una carrera ciclista profesional organizada por la S. C. Amorebieta. También se sube en la carrera profesional femenina de la Durango-Durango Emakumeen Saria la primera vez desde Yurreta (la vertiente menos tradicional de 3,7 km al 7% de media) y la segunda desde Gorocica.
También se utiliza el puerto en la Subida a Montecalvo de rallies, organizada por el Gernika Racing y el RAC Vasco Navarro.